# St Budeaux Ferry Road
St Budeaux Ferry Road – stacja kolejowa na przedmieściach Plymouth  w hrabstwie Devon na liniach kolejowych Exeter - Plymouth i Cornish Main Line. Stacja bez sieci trakcyjnej. Jest równoległa do St Budeaux Victoria Road na linii Tamar Valley Line.

## Ruch pasażerski
Stacja obsługuje 2444 pasażerów rocznie (dane za okres od kwietnia 2021 do marca 2022). Posiada bezpośrednie połączenia z Exeterem, Plymouth i Penzance. Pociągi zatrzymują się na stacji średnio co pół godziny tylko w godzinach szczytu.

## Obsługa pasażerów
Automaty biletowe, przystanek autobusowy.